# Método Paulo Freire

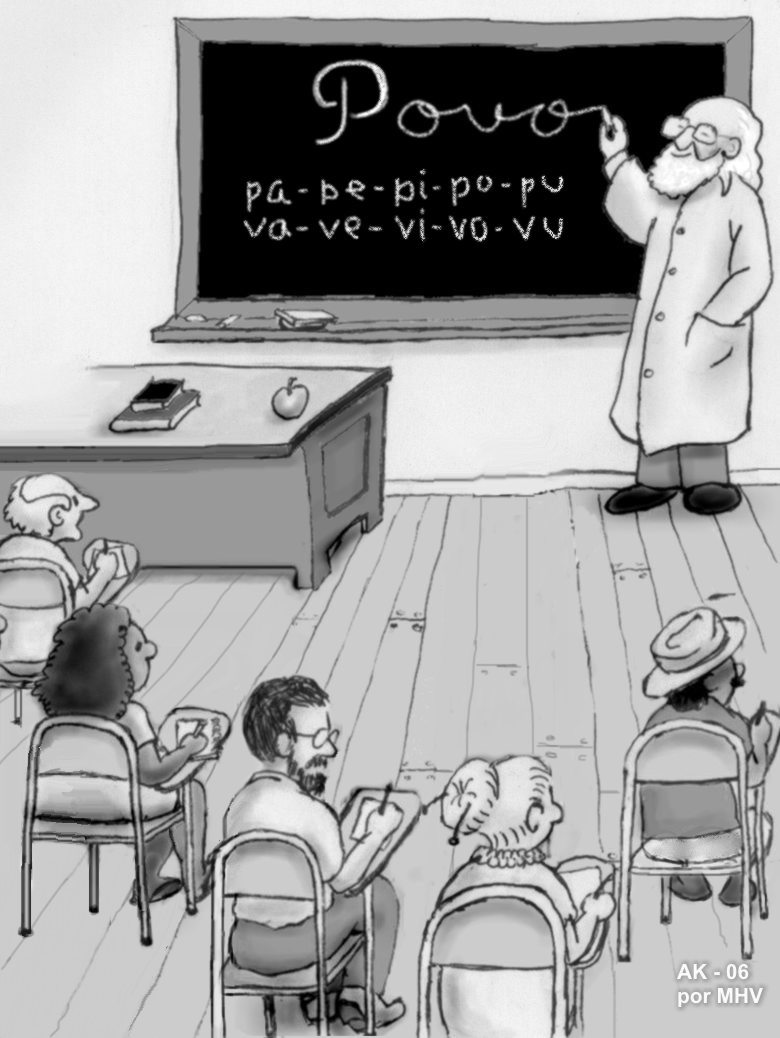
Funcionamento de um círculo de cultura: apresentação da palavra geradora (povo) e das famílias fonêmicas (pa, pe, pi, po, pu etc)

O método Paulo Freire consiste numa proposta para a alfabetização de adultos que se caracteriza pelo reduzido tempo em que se atingem os resultados, pelo uso de palavras próximas à realidade social dos alunos e pelo reduzido número de palavras geradoras (palavras usadas como base para se aprenderem os fonemas, as sílabas, e outras palavras.)
O método enfatiza o poder transformador da palavra. Para Freire, ela deve ser usada para transformar a realidade, e não deve ser inócua ou supostamente "neutra". Por essa razão, Freire criticava o sistema tradicional de alfabetização, que utilizava a cartilha como ferramenta central da didática para o ensino da leitura e da escrita. As cartilhas ensinavam pelo método da repetição de palavras soltas ou de frases criadas de forma forçosa, o que, comumente, se denomina como "linguagem de cartilha": por exemplo, Eva viu a uva, o boi baba, a ave voa, dentre outros.
O método foi desenvolvido enquanto Paulo Freire era diretor do Departamento de Extensões Culturais da Universidade do Recife, adotando-o com um grupo de teste na cidade de Angicos, no Rio Grande do Norte. Nessa localidade, alfabetizou 300 cortadores de cana-de-açúcar em apenas 45 dias, isso porque o processo se deu em apenas quarenta horas de aula e sem cartilha.

## Etapas do método
1. Etapa de investigação: busca conjunta entre professor e aluno das palavras e temas mais significativos da vida do aluno, dentro de seu universo vocabular e da comunidade onde ele vive.
2. Etapa de tematização: momento da tomada de consciência do mundo, através da análise dos significados sociais dos temas e palavras.
3. Etapa de problematização: etapa em que o professor desafia e inspira o aluno a superar a visão mágica e acrítica do mundo, para uma postura conscientizada.

Para Paulo Freire, a problematização é a parte do processo da alfabetização de adultos na qual os educandos são levados a desenvolver a consciência crítica acerca dos problemas sociais no ambiente em que vive. "Enquanto a concepção “bancária” [isto é, a educação bancária] serve ao sistema excludente capitalista, mantendo uma contradição entre professor e aluno, a concepção problematizadora, serve à libertação, realizando a superação, e reafirmando a dialogicidade como essência no cenário educativo"

## O método
- As palavras geradoras: o processo proposto por Paulo Freire inicia-se pelo levantamento do universo vocabular dos alunos. Através de conversas informais, o educador observa os vocábulos mais usados pelos alunos e a comunidade e, assim, seleciona as palavras que servirão de base para as lições. A quantidade de palavras geradoras pode variar entre 18 a 23 palavras, aproximadamente. Depois de composto o universo das palavras geradoras, elas são apresentadas em cartazes com imagens. Então, nos círculos de cultura, inicia-se uma discussão para dar-lhes significado dentro da realidade daquela turma.
- A silabação: uma vez identificadas, cada palavra geradora passa a ser estudada através da divisão silábica, semelhantemente ao método tradicional. Cada sílaba se desdobra em sua respectiva família silábica, com a mudança da vogal. Por exemplo: BA-BE-BI-BO-BU.
- As palavras novas: o passo seguinte é a formação de palavras novas. Usando as famílias silábicas agora conhecidas, o grupo forma palavras novas.
- A conscientização: um ponto fundamental do método é a discussão sobre os diversos temas surgidos a partir das palavras geradoras. Para Paulo Freire, alfabetizar não pode se restringir aos processos de codificação e decodificação. Dessa forma, o objetivo da alfabetização de adultos é promover a conscientização acerca dos problemas cotidianos, a compreensão do mundo e o conhecimento da realidade social.

### As fases de aplicação do método
Freire propõe a aplicação de seu método nas cinco fases seguintes:
- 1ª fase: levantamento do universo vocabular do grupo. Nessa fase, ocorrem as interações de aproximação e conhecimento mútuo, bem como a anotação das palavras da linguagem dos membros do grupo, respeitando seu linguajar típico.

- 2ª fase: escolha das palavras selecionadas, seguindo os critérios de riqueza fonética, dificuldades fonéticas - numa sequência gradativa das mais simples para as mais complexas, do comprometimento pragmático da palavra na realidade social, cultural, política do grupo e/ou sua comunidade.

- 3ª fase: criação de situações existenciais características do grupo. Trata-se de situações inseridas na realidade local, que devem ser discutidas com o intuito de abrir perspectivas para a análise crítica consciente de problemas locais, regionais e nacionais.

- 4ª fase: criação das fichas-roteiro: nelas havia indicações de possíveis subtemas ligados às palavras geradoras e sugestões de encaminhamentos para análise dos temas selecionados, que funcionariam apenas como sugestões de roteiro para os debates. Esses roteiros eram de grande valia, principalmente no inicio do trabalho, quando o alfabetizador era também iniciante.

- 5ª fase: criação de fichas de palavras para a decomposição das famílias fonéticas correspondentes às palavras geradoras.

## História
Freire aplicou publicamente seu método pela primeira vez no Centro de Cultura Dona Olegarinha, um círculo de cultura do Movimento de Cultura Popular no Recife. Foi aplicado inicialmente a cinco alunos, dos quais três aprenderam a ler e escrever em 30 horas e outros dois desistiram antes de  concluir. Baseado na experiência de Angicos, em janeiro de 1963, onde em 45 dias, alfabetizaram-se 300 trabalhadores,  João Goulart, presidente do Brasil na época, chamou Paulo Freire para organizar o Plano Nacional de Alfabetização. Este plano, iniciado em janeiro de 1964, tinha como objetivo alfabetizar 2 milhões de pessoas em 20 000 círculos de cultura, e já contava com a participação da comunidade - só no estado da Guanabara, se inscreveram 6 000 pessoas. Mas, com o Golpe de Estado no Brasil em 1964, em abril, esse projeto foi abortado. Em seu lugar, surgiu o Movimento Brasileiro de Alfabetização, igualmente uma iniciativa para a alfabetização, porém distinta do método freiriano.
A implementação do método Paulo Freire concorreu com programas como o de Frank Laubach.